# Empogona welwitschii
Empogona welwitschii är en måreväxtart som först beskrevs av Karl Moritz Schumann, och fick sitt nu gällande namn av James Tosh och Elmar Robbrecht. Empogona welwitschii ingår i släktet Empogona och familjen måreväxter. Inga underarter finns listade i Catalogue of Life.